# Дразнимост
Дразнимост или възбудимост е основна способност на живите организми, с която те отговарят на околната среда, на промените, които протичат в нея. Дразнимостта е основна характеристика на живите биологични системи и тя отговаря на способността на организмите да реагират на биологично значими външни въздействия и изменения. Дразнимостта се наблюдава както при растенията, така и при животните, макар че растенията не притежават нервна дразнимост и тяхната двигателна дразнимост е различна .